# Team Lazarus
Das Team Lazarus ist ein italienischer Automobilsport-Rennstall. Er tritt seit 2009 in der Auto GP World Series an und nimmt ab 2012 als Venezuela GP Lazarus auch an der GP2-Serie teil.

## Geschichte
Das Team Lazarus wurde 2009 von Tancredi Pagiaro gegründet. Pagiaro arbeitete zuvor für GP Racing, das er 1997 gegründet hatte.
In der Debütsaison startete das Team Lazarus in der Euroseries 3000. Mit Michael Herck und Diego Nunes nahm das Team am Saisonauftakt teil. Anschließend fuhr Michael Dalle Stelle zwei Rennen. An der zweiten Saisonhälfte nahm das Team nicht teil. Ein vierter Platz war das beste Ergebnis des Rennstalls, der den siebten Platz in der Teamwertung erreichte.
2010 blieb das Team Lazarus in der Rennserie, die ab dieser Saison Auto GP hieß. Fabio Onidi war der einzige Pilot des Teams. Er stand viermal als Dritter auf dem Podest. Lazarus wurde Sechster in der Teamwertung. Zur Auto-GP-Saison 2011 änderte das Team seinen Namen in Lazarus und setzte zwei Fahrzeuge ein. Neben Onidi, der im Team blieb, wurde Fabrizio Crestani verpflichtet. Onidi erzielte den ersten Sieg und in der Saison einzigen Sieg für Lazarus. Mit insgesamt sieben Podest-Platzierungen verbesserte sich der Rennstall auf den dritten Platz in der Teamwertung.
2012 geht Lazarus erneut in der Auto GP, die ab dieser Saison Auto GP World Series heißt, an den Start. Zudem erhielt Lazarus einen Startplatz in der GP2-Serie, in der das Team in der Saison 2012 als Venezuela GP Lazarus startet.
2013 startet Lazarus mit den Piloten René Binder und Kevin Giovesi in der GP2.